# Laufey (pjevačica)
Laufey Lín Jónsdóttir (Reykjavik, 23. travnja 1999.), poznatija kao Laufey, islandska je kantautorica i multiinstrumentalistica. Svoj glazbeni stil, u kojem kombinira jazz pop i bedroom pop, naziva „modernim džezom”.
Godine 2015. natjecala se u emisiji The Voice Iceland. Debitantski EP Typical of Me objavila je 2021., a iduće je godine objavila debitantski studijski album Everything I Know About Love.

## Rani život
Laufey Lín Jónsdottír rođena je 23. travnja 1999. u Reykjaviku. Njezin je otac Islanđanin, a njezina je majka Kineskinja. Njezina kineska strana obitelji podrijetlom je iz Guangzhoua. Njezina je majka violinistica, a njezin djed Lin Yaoji poučavao je sviranje violine na Središnjem glazbenom konzervatoriju u Kini, što je Laufey djelomično potaknulo da se počne baviti glazbom. Ima sestru blizanku koja se zove Junia Jónsdottir. Djetinjstvo je provela u Reykjaviku i Washingtonu.
Kad je navršila 15 godina, postala je glavna violončelistica u Islandskom simfonijskom orkestru. Usprkos tomu što je svirala klasičnu glazbu, svoj je glazbeni stil oblikovala slušajući očeve albume džez-pjevačica poput Elle Fitzgerald i Billie Holiday.
Godine 2014. natjecala se u emiji Ísland Got Talent, islandskoj inačici emisije America's Got Talent, i završila je u finalu. Iduće se godine natjecala u emisiji The Voice Iceland i završila je u polufinalu. U to je doba bila najmlađa natjecateljica u povijesti te natjecateljske emisije.
Godine 2021. diplomirala je na Berklee College of Musicu. Trenutačno živi u Los Angelesu.

## Karijera
Debitantski singl „Street by Street”, koji je dosegao prvo mjesto na ljestvicana islandskih radijskih postaja, objavila je 2020. Prvi EP Typical of Me objavila je 30. travnja 2021., a na njemu se nalaze pjesma „Street by Street” i još šest novih pjesama. Većinu tih pjesama napisala je u svojoj sobi u studentskome domu. Rolling Stone pohvalio je njezinu obradu pjesme „I Wish You Love”, a American Songwriter uvrstio je njezin EP na popis najboljih albuma iz 2021.
U studenome 2021. Laufey je nastupila na London Jazz Festivalu. U to je doba u suradnji s londonskom Philharmonia Orchestrom snimila i objavila pjesmu „Let You Break My Heart Again”. U prosincu 2021. u suradnji s pjevačicom Dodie objavila je singl „Love to Keep Me Warm”, obradu pjesme „I've Got My Love to Keep Me Warm” Irvinga Berlina.
Laufey u tjednoj glazbenoj emisiji Happy Harmonies na radijskoj postaji BBC Radio 3 reproducira vedre pjesme različitih žanrova. Na svojem profilu na TikToku često prenosi koncerte uživo.
Na američkoj se televiziji prvi put pojavila 21. siječnja 2022., kad je u emisiji Jimmy Kimmel Live! otpjevala pjesmu „Like the Movies” s debitantskog EP-a. Dana 26. kolovoza 2022. AWAL je objavio njezin debitantski album Everything I Know About Love; dobio je pozitivne kritike.

## Diskografija
Studijski albumi
- Everything I Know About Love (2022.)
- Bewitched (2023.)